# ماکاروو (شهرستان ایشیمبایسکی، باشقیرستان)
ماکاروو (انگلیسی: Makarovo, Ishimbaysky District, Republic of Bashkortostan) یک شهرک در شهرستان ایشیمبایسکی استان باشقیرستان کشور روسیه است.